# Pośredni Siwy Staw
Pośredni Siwy Staw (słow. Prostredné Sivé pleso, Sivé pleso, Sivé pleso I, Horné Sivé pleso) – staw położony na wysokości ok. 2011 m n.p.m. w górnych partiach Doliny Staroleśnej, w słowackich Tatrach Wysokich. Pomiary pracowników TANAP-u z lat 60. XX w. wykazują, że ma powierzchnię ok. 1,07 ha, wymiary 233 × 99 m i głębokość ok. 4,7 m. Leży w małej kotlince zwanej Siwą Kotliną, u podnóża Ostrego Szczytu. Jest to największy staw z grupy Siwych Stawów wchodzących w skład 27 Staroleśnych Stawów, pozostałe to Niżni i Wyżni Siwy Staw. Nieopodal stawu odchodzi nieznakowana ścieżka prowadząca na Jaworowy Szczyt, jednak jest ona dostępna jedynie w towarzystwie uprawnionego przewodnika.

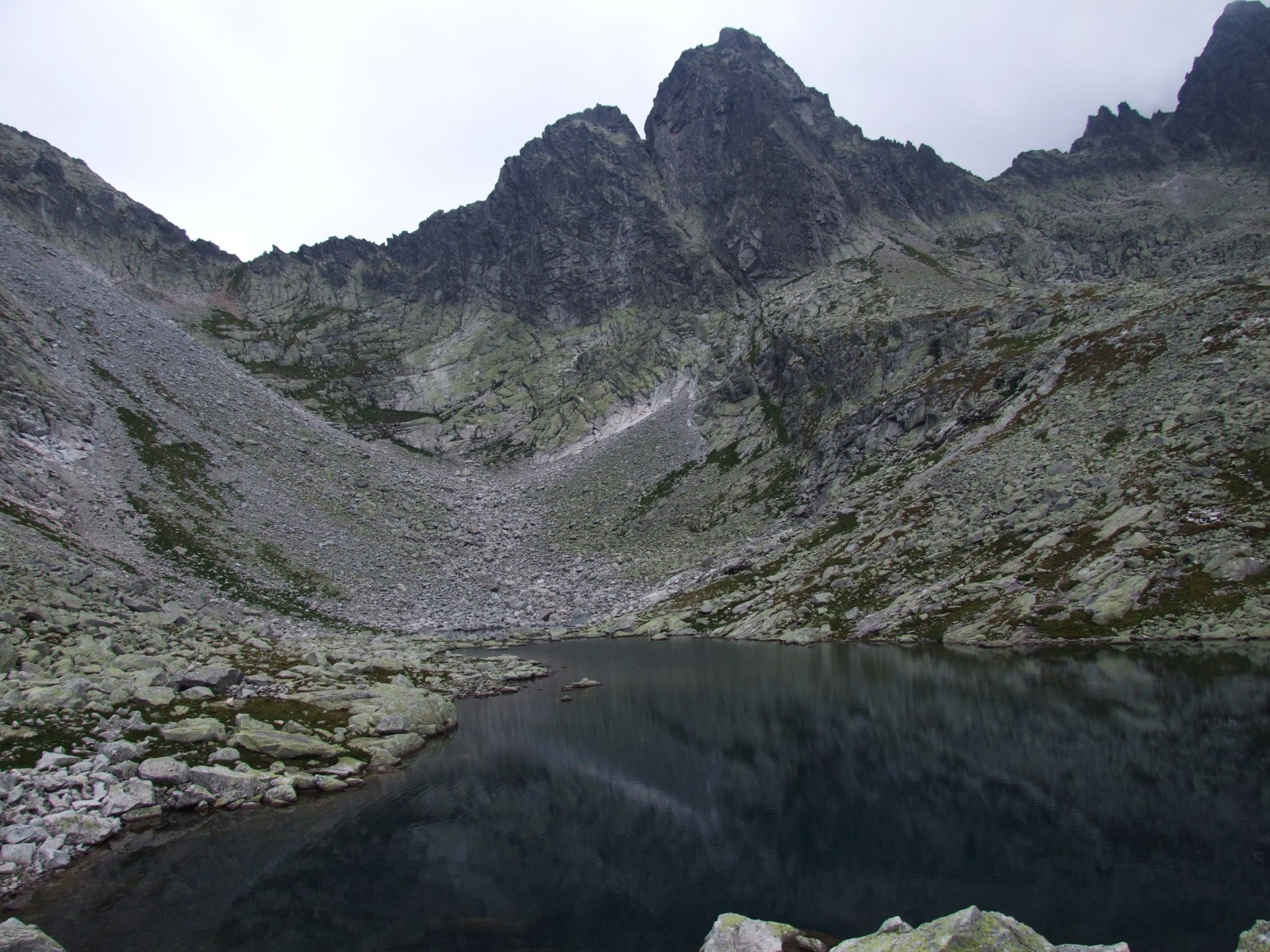
Pośredni Siwy Staw (w tle Ostry Szczyt)

Pośredni Siwy Staw otoczony jest surowym, wysokogórskim krajobrazem. Znad tafli stawu wybijają się monumentalne ściany m.in. Jaworowego Szczytu, Ostrego Szczytu i Małego Lodowego Szczytu.
Nazwa Siwych Stawów pochodzi od gwarowego słowa siwy, co oznacza niebieski, błękitny lub granatowy.

## Szlaki turystyczne
Czasy przejścia podane na podstawie mapy.
  – żółty szlak jednokierunkowy prowadzący ze Schroniska Téryego przez Czerwoną Ławkę do Schroniska Zbójnickiego (przebiega nieopodal Pośredniego Siwego Stawu).
- Czas przejścia ze Schroniska Téryego na przełęcz: 1:30 h
- Czas przejścia z przełęczy do Schroniska Zbójnickiego: 1:45 h